# Метанија
Метанија (грч. μετάνοια метаноја), покајање попраћено земним поклонима, па је отуда сваки облик поклона попримио назив метанија. Чинити метаније, тј. метанисати, значи клањати се, поклонити се. Метанији увек предстоји и следи осењавање крсним знаком. Метаније су телесни израз вере, молитве и уопште душевног стања покајања, смирености, скрушености и побожности.

## Наклон поклон
Земљани наклон или поклон је импулсивна емоционална радња или ритуално спуштање главе и целог тела на земљу у знак признања величине онога пред ким се ова радња изводи. У Библији, метанија се врши као поштовање Бога или поштовање краља. У пракси код хришћана најчешће се сусрећу појединачне метаније, или по три у низу. У исламу фирмално слична је сеџда која сеџда се клања пет пута. Хришћанска пракса је свакако старија и могуће је да је послужила као формални узор за сеџду.
Постоје две врсте метанија:
- Мала метанија - поклон телом до појаса, када се стојећи сагнемо у струку тако да прстима руке додирнемо под, и поново се усправимо. Ова врста метаније се чини често, приликом целивања икона по уласку у храм, а и после током самог богослужења. Исто тако, веома често се сусреће и погрешна пракса вршења овог облика поклона, када верник не додирне прстима земљу, него врши некакво театрално „пребрисавање" ваздуха испред себе или са стране.
- Велика метанија - потпуни поклон целим телом, када клекнемо на оба колена, ставимо обе руке на под, и челом додирнемо под, након чега устајемо.

Метаније су присутне у свакодневном животу православног верника током целе године, мада се у време великих покајничких подвига током постова, а нарочито Часног поста, оне умножавају, поготово велике метаније. Насупрот томе, током великих празника цркве, као и на недељним литургијама, не практикују се велике метаније. Своје место и улогу у покајничком расположењу палог верника коме је потребно духовно исцељење, метаније најбоље показују кроз редовно присуство у свим покајничким канонима цркве.

## Историја
Вршење земних поклона, хришћани су преузели из времена Старог завета. Још у време пре нове ере, један од израза велике вере, покајања, или уопште поштовања према Богу, били су земни поклони метаније. Падање ничице пред Богом приликом Његовог јављања (4 Мој 16,20-22), пред Анђелима (1 Мој 19,1), људима (1 Мој 48,12), и бројни други примери, говоре у прилог древности овог израза.

## Канон у Библији

### Стари завет
Користи реч у Септуагинти (грч. προσκυνεω „поклонити се пред неким да би пољубио доњу ивицу одеће или земљу код ногу у знак поштовања или уз молитву“). У Мојсијевом петокњижју на хебрејском, сеџда се преноси са пет речи: (хебр. ‏‏ברכה клечећи), (хебр. כריעה клечећи поклон), (хебр. קידה клечећи поклон лицем надоле према земљи) (хебр. השתחוויה лежећи лицем доле на земљи са испруженим рукама и ногама), (хебр. ‏‏נפלת פנים лежећи лицем на земљи да се молим са плачем), што се може видети у Псалму 94.6 (95.6) „Хајде, поклонимо се и поклонимо се, клекнимо пред Господом, Створитељем нашим.“

### Метаније Богу
- „Тада човјек савивши се поклони се Господу“. (Пост. 24:26).
- „И падох и поклоних се Господу, и захвалих Господу Богу господара мојега Аврама, што ме доведе правијем путем да нађем кћер брата господара својега за сина његова“. (Пост. 24:48).[4]
- „А кад чу слуга Аврамов ријечи њихове, поклони се Господу до земље“. (Пост. 24:52).
- „И народ вјерова; и разумјеше да је Господ походио синове Израиљеве и видио невољу њихову; и савивши се поклонише се“. (Изл. 4:31).
- „Реците: ово је жртва за пролазак Господњи, кад прође куће синова Израиљевих у Мисиру убијајући Мисирце, а домове наше сачува. Тада народ сави главу и поклони се“. (Изл. 12:27).
- „А Мојсије брже сави главу до земље и поклони се Богу“. (2. Мојсијева 34:8).

Други примери богослужења у Псалмима: Пс. 5:8; Пс. 28:2; Пс. 71:11; Пс. 95:9; Пс. 96:7; Пс. 98:5; Пс. 131:7;.

## Посебне метаније клањања
Искушеник се, пре пострига у монаштво, у знак ропског смирења свлачи се до веша и легне лицем на под храма и пузи по поду на лактовима од припрате до стојећег игумана. на амвону, правећи три заустављања, при чему се „разапео“ опуштено лежећи на поду храма, крстасто раширивши руке у страну.
Код старообредника, поклона клечања има четири врсте:
- Нормално
- Средњи - у појасу
- Мали наклон до земље - „бацање" (грч. μετανια „покајати се")
- Велика метанија* (проскинеза)

Са великим наклоном до земље, колена и глава морају бити погнути до земље. Након крсног знака, испружени дланови обе руке се стављају на наслон за руке, обе један поред другог, а затим се глава нагиње на земљу толико да глава додирује руке на наслону за руке, такође клече, на земљу заједно, без ширења руку.
Бацање се изводи брзо, једно за другим, чиме се отклања обавеза погнуте главе пред самим помоћником.

### У исламу
У исламу, сунити се клањају до земље дневно пет пута, шиити три пута дневно (види и рекат).

### У јудаизму
Јеменски Јевреји клањају се сваки пут након молитве Амида сваког радног дана (осим суботе и неких празника).
Ашкенази и сефардски Јевреји клањају само два пута годишње на Рош Хашану и Јом кипур током молитве Амида.
Постоје разна правила и традиције, које се разликују, не само између православних народа, као код Срба, Руса или Грка, већ понекад и од манастира до манастира. У традицији Грка и Руса се евентуално могу видети појасни поклони за време Свете литургије, то је њихова традиција и код њих то не изазива посебну пажњу осталих верника, који то не чине за време молитве. Током великих црквених празника, као и на недељним литургијама, не практикују се велике метаније.